# Elecciones municipales de 2019 en Moraleja de Enmedio
Las elecciones municipales de 2019 se celebraron en Moraleja de Enmedio el domingo 26 de mayo, de acuerdo con el Real Decreto de convocatoria de elecciones locales en España dispuesto el 1 de abril de 2019 y publicado en el Boletín Oficial del Estado el día 2 de abril. Se eligieron los 13 concejales del pleno de Ayuntamiento de Moraleja de Enmedio, a través de un sistema proporcional (método d'Hondt), con listas cerradas y un umbral electoral del 5 %.

## Candidaturas
En abril de 2019 se publicaron 5 candidaturas, el PSOE con María Valle Luna Zarza en cabeza, el PP con Óscar Alcañiz Pablos a la cabeza; Ciudadanos con Juan Pérez Calderón a la cabeza; el partido Vox con Miguel Ángel Freire Puebla a la cabeza y la coalición Podemos-Equo con María del Carmen Bernete García a la cabeza.

## Resultados
Tras las elecciones, PSOE resultó ser el ganador con 7 escaños, manteniéndose con la mayoría absoluta y los mismos escaños; el PP obtuvo tres escaños, teniendo dos menos que en la anterior, Cs entró con 2 escaños en el consistorio y Vox fue la cuarta fuerza en el consistorio al obtener 1 escaño.
| Candidatura     | Candidatura                              | Votos | %                                       | Escaños                                 |
| --------------- | ---------------------------------------- | ----- | --------------------------------------- | --------------------------------------- |
|                 | Partido Socialista Obrero Español (PSOE) | 1.289 | 48,22                                   | 7                                       |
|                 | Partido Popular (PP)                     | 662   | 24,77                                   | 3                                       |
|                 | Ciudadanos-Partido de la Ciudadanía (Cs) | 390   | 14,59                                   | 2                                       |
|                 | Vox                                      | 192   | 7,18                                    | 1                                       |
|                 |                                          |       |                                         |                                         |
| Podemos-Equo    | Podemos-Equo                             | 108   | 4,04                                    | 0                                       |
| Votos en blanco | Votos en blanco                          | 32    | 1,20                                    | n/a                                     |
| Votos válidos   | Votos válidos                            | 2.641 | 100,00                                  | 13                                      |
| Votos nulos     | Votos nulos                              | 42    | Participación: · \| \| 70.06 % \| 0,91% | Participación: · \| \| 70.06 % \| 0,91% |
| Votantes        | Votantes                                 | 2.715 | Participación: · \| \| 70.06 % \| 0,91% | Participación: · \| \| 70.06 % \| 0,91% |
| Electores       | Electores                                | 3.875 | Participación: · \| \| 70.06 % \| 0,91% | Participación: · \| \| 70.06 % \| 0,91% |
|                 | 70.06 %                                  |       |                                         |                                         |

## Concejales electos
| N.º | Nombre                        | Lista | Lista |
| --- | ----------------------------- | ----- | ----- |
| 1   | María Valle Luna Zarza        |       | PSOE  |
| 2   | Óscar Alcañiz Pablos          |       | PP    |
| 3   | Gregorio Olmos Burgos         |       | PSOE  |
| 4   | María Ángeles Fernández Pérez |       | PSOE  |
| 5   | Juan Pérez Calderón           |       | Cs    |
| 6   | Gloria María Valverde Alcañiz |       | PP    |
| 7   | Fernando Labrador Martínez    |       | PSOE  |
| 8   | Francisca Mora Pavón          |       | PSOE  |
| 9   | Enrique Bernal Reinado        |       | PP    |
| 10  | Jesús Carlos García Vázquez   |       | PSOE  |
| 11  | Noelia López Montero          |       | Cs    |
| 12  | Miguel Ángel Freire Puebla    |       | Vox   |
| 13  | Mónica García García          |       | PSOE  |